# Museo del Pan (Sucre)
El Museo del Pan es una institución cultural de Sucre, la capital de Bolivia. Fundada en 2011, se dedica a la promoción de la tradición panadera de Sucre. Fue establecido por iniciativa el Colegio de Arquitectos de Chuquisaca.
Se ubica en el edificio que perteneció a la Familia Villa, una de las familias de panaderos más importantes de Sucre y Bolivia. Funcionó como panadería desde finales del siglo XVIII hasta principios del XX, cuando llegó a ser la segunda panadería más grande de Hispanoamérica.

## Exposición
Se explica la historia del pan en Sucre desde su introducción en época virreinal, hasta el siglo XX. Incluye la maquinaria antigua y otros artefactos relacionados con la fabricación del pan y la harina.